# 推論
推論（すいろん、英語: inference）とは、既知の事柄を元にして未知の事柄について予想し、論じる事である。

## 概要
推論の正しさを妥当性という。あらゆる事柄は言語において表現されるのであるから、妥当な推論には、その推論が指し示す事柄が妥当であること（意味論）、その推論が行われた状況において妥当であること（語用論）、その推論の構文が妥当であること（構文論）、が考えられる。
論理学の古典論理では、ある言語によって表現された文章内容が「真偽を問えるもの」であった場合、それを命題と呼び、ある命題から他の命題を導くことを推論という。このとき、導かれる元の命題を前提または仮定といい、導かれた命題を結論という。
命題には、その内容と独立に常に真であるような命題が存在し、これをトートロジー（恒真式）という。このトートロジーを推論に利用すれば、妥当な推論であるといえることになる。トートロジーを利用した推論のなかでよく使われるものには名前がつけられていて、古典論理の公理系内の演繹の推論規則として利用されている。

## 論理的推論
「→」は内含、「V」は選言、他は論理式。

### 演繹
数理論理学の「推論」はこれのみを指す。

#### 推論
あるいくつかの命題（前提）から、別の命題（結論）を導く。
1. P→Qを証明する場合、Pが真であるときQが真であることを示す。
2. P→Qが自明であるとき、P→Qが真、かつPが真であるとき、Qが真であることを示す[要出典]。
3. その他

命題論理においては、{\displaystyle A_{1},\cdots ,A_{n}}を前提として、結論{\displaystyle C}が真である事を導く過程のことで、推論が正しいことは、({\displaystyle A_{1}\land \cdots \land A_{n})\supset C}が恒真式であることと同値。{\displaystyle A_{i}}と{\displaystyle C}は論理式。{\displaystyle A_{1},\cdots ,A_{n}\to C}と記号化され、推論式(英: sequent)と呼ばれる。推論式と意味論的推論(英: semantical inference)を対応づけることで上記の内容が得られる。
述語論理では、{\displaystyle A_{1},\cdots ,A_{n}}を前提として、結論{\displaystyle C}が真である事を導く過程のことで、推論が正しいことは、({\displaystyle A_{1}\land \cdots \land A_{n})\supset C}が妥当式であることと同値。{\displaystyle A_{i}}と{\displaystyle C}は論理式。

#### 三段論法
ふたつ(以上)の命題（前提）から、ひとつの命題（結論）を導く。前提に一つ以上の全称命題を含む事が典型的。

#### 両刀論法
P→R, Q→S が真であるとき、P ∨ Q→R ∨ Sを導く。

#### 同値の推論
P→Q, Q→Pが真であるとき、PとQが同値であることを導く。

### 帰納
実験や経験などによるいくつかの特別な場合から、一般的な法則を導き出す。

## 確率推論
確率値を振った推論のこと。詳細はベイズ推定（英: Bayesian inference）やベイジアンネットワークを参照。